# ماریا-لوئیسا گارسیا
ماریا-لوئیسا گارسیا (اسپانیایی: María Luisa García‎؛ زادهٔ ۱۹۵۶ میلادی) هنرپیشه و تدوین‌گر اسپانیایی تبار اهل فرانسه است.

## گزیدهٔ آثار

### هنرپیشه
- فرشتگان نابودگر (۲۰۰۶)
- چیزهای محرمانه (۲۰۰۲)
- کفش‌های کهنه خدا (۲۰۰۰)
- فرشته سیاه (۱۹۹۴)
- سلین (۱۹۹۲)
- از خشم و هیاهو (۱۹۸۸)
- پرتو سبز (۱۹۸۶)
- بازی بی‌رحمانه (۱۹۸۳)

### تدوین‌گر
- باشد که شیطان ما را با خود ببرد (۲۰۱۸)
- دختری از ناکجا (۲۰۱۲)
- به‌سوی ماجرا (۲۰۰۸)
- فرشتگان نابودگر (۲۰۰۶)
- چیزهای محرمانه (۲۰۰۲)
- کفش‌های کهنه خدا (۲۰۰۰)
- فرشته سیاه (۱۹۹۴)
- سلین (۱۹۹۲)
- یک قصه بهاری (۱۹۹۰)
- زفاف سپید (۱۹۸۹)
- از خشم و هیاهو (۱۹۸۸)
- بازی بی‌رحمانه (۱۹۸۳)